# La Ferté-Beauharnais
La Ferté-Beauharnais är en kommun i departementet Loir-et-Cher i regionen Centre-Val de Loire i de centrala delarna av Frankrike. Kommunen ligger i kantonen Neung-sur-Beuvron som tillhör arrondissementet Romorantin-Lanthenay. År 2022 hade La Ferté-Beauharnais 582 invånare.

## Befolkningsutveckling
Antalet invånare i kommunen La Ferté-Beauharnais
| Referens: INSEE |